# Juan Merino
Pour les articles homonymes, voir Merino.
Juan Merino Ruiz, né le 24 août 1970 à La Línea de la Concepción (province de Cadix, Espagne) est un footballeur espagnol reconverti en entraîneur. Il est actuellement au Betis Séville au poste d'entraîneur adjoint.

## Biographie

### Joueur
Juan Merino se forme dans les catégories juniors du Real Betis. Il débute en première division le 10 février 1991 au Camp Nou face au FC Barcelone.
Il joue au Betis pendant douze saisons (1990-2002). En 2002, il rejoint le Recreativo de Huelva. Il met un terme à sa carrière de joueur en 2007.
Son bilan dans les championnats professionnels espagnols est de 452 matchs joués, pour 4 buts marqués. Il joue également 10 matchs en Coupe UEFA et 5 matchs en Coupe d'Europe des vainqueurs de coupe. Il atteint les quarts de finale de la Coupe des coupes en 1998, en étant battu par le club londonien de Chelsea, futur vainqueur de l'épreuve.

### Entraîneur
En 2008, Juan Merino rejoint le staff du Betis au poste d'assistant de l'entraîneur, d'abord avec Paco Chaparro, puis avec Josep María Nogués et Antonio Tapia.
Lors de la saison 2010-2011, il est assistant de Pablo Alfaro au Recreativo de Huelva.
Lors de la saison 2011-2012, Merino devient entraîneur du Xerez Club Deportivo qui joue en deuxième division, mais il est limogé le 4 décembre 2011 à la suite de mauvais résultats. 
En juin 2014, il est nommé entraîneur de l'équipe réserve du Real Betis. À la suite du limogeage de Julio Velázquez, il entraîne provisoirement l'équipe première pendant quatre matchs (quatre victoires) avant l'arrivée de Pepe Mel. En janvier 2016, Pepe Mel est limogé et Merino est nommé entraîneur. Il est remplacé par Gustavo Poyet au terme de la saison.
Le 28 décembre 2016, il devient entraîneur du Gimnàstic de Tarragona en D2.